# Herencia de caracteres adquiridos

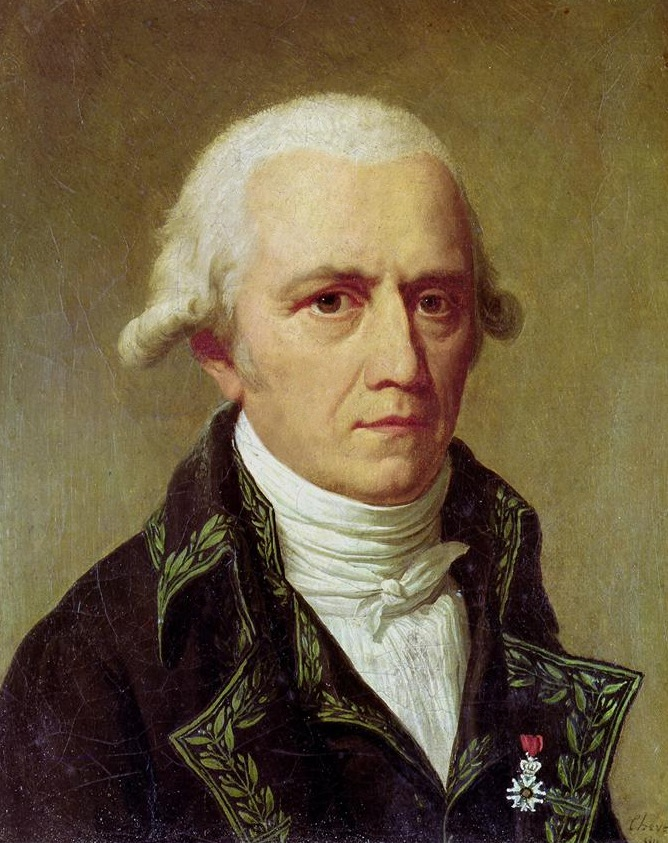
Jean-Baptiste Lamarck al que se atribuye el desarrollo de la teoría de los carácteres adquiridos que ya había sido formulada por Aristóteles. Según esta teoría los rasgos, tanto mentales como físicos, adquiridos por un individuo a lo largo de su vida se transmiten hereditariamente a sus descendientes. Aristóteles escribió: "algunos niños llevan la huella de una cicatriz, allí donde sus padres tenían una cicatriz".

Se conoce como la teoría de la herencia de los caracteres adquiridos a una teoría propuesta por Lamarck, en su trabajo de 1809, "Filosofía Zoológica" (nombre traducido del francés); no teniendo pruebas científicas pero recogiendo el saber popular provocó un gran debate en la época frente al "fijismo",y es considerada la primera obra o teoría evolucionista.
La transmisión de carácteres adquiridos es un mecanismo de la herencia biológica para explicar la transmisión a sus descendientes de ciertas modificaciones adquiridas por los seres vivos. Se relaciona, actualmente, muy directamente con la epigenética, que es la rama de la biología que intenta identificar los mecanismos de esta transmisión, recordando que hay caracteres recesivos y caracteres dominantes.

## Historia del concepto

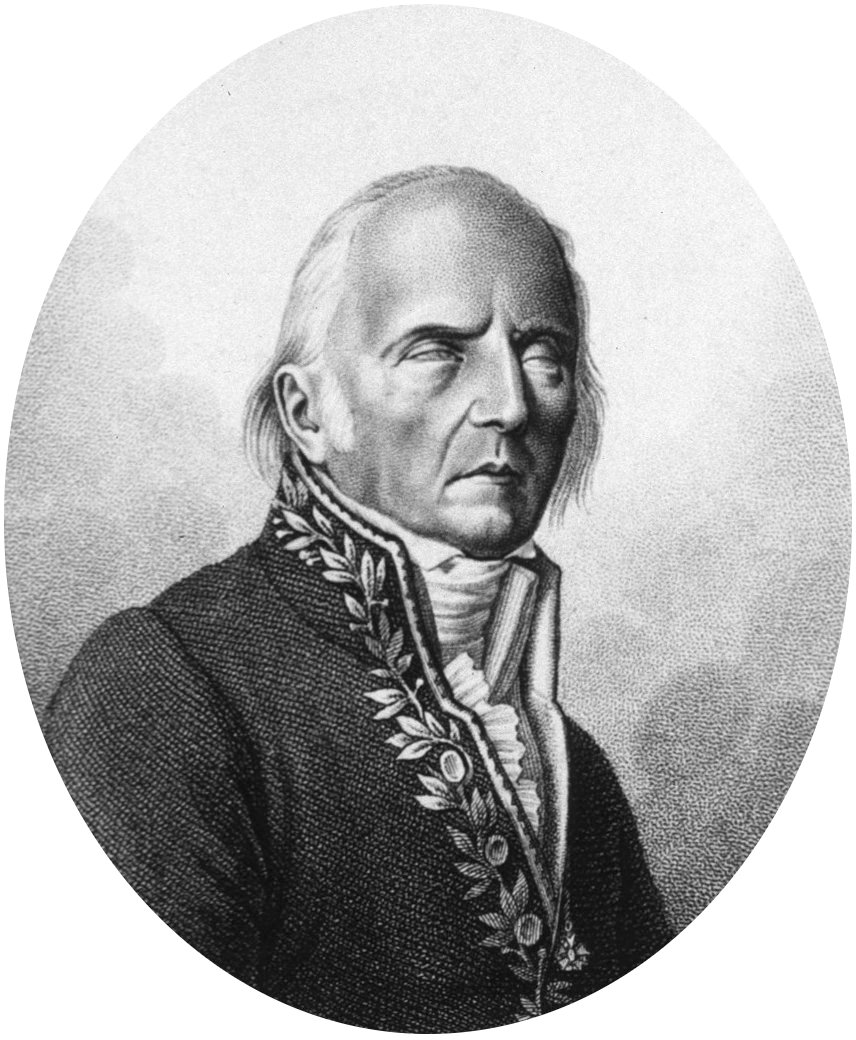
Jean-Baptiste Lamarck

Desde August Weismann, pasando por Darwin, la mayoría de los naturalistas creyeron en este tipo de herencia. Contrariamente a lo que se suele creer, Lamarck ni teorizó sobre la transmisión de los caracteres adquiridos ni propuso su mecanismo o su nombre propio. En realidad, y en efecto es uno de los puntos débiles de su teoría, no incluyendo el lamarckismo ningún mecanismo de herencia o prueba de que existiera tal mecanismo de herencia. Es por tanto erróneo referirse a la "herencia lamarckiana", siendo más correcto referirse al lamarckismo para hacer referencia a toda su teoría, como una (la primera) teoría evolucionista.
En cambio, y siempre contrariamente a las leyendas existentes, Darwin acepta, habla, e integra parcialmente la posición acerca de los caracteres adquiridos en su obra El origen de las especies. Incluso en otra de sus obras, "Las variaciones de los animales y de las plantas bajo efecto de domesticación" (1868) propuso una teoría sobre esta transmisión con el nombre de "hipótesis de la pangénesis". Esta hipótesis parece inspirada en la obra Système de la Vie.

## Mecanismos de transmisión considerados
La epigenética evidencia mecanismos que hacen posible la transmisión de los caracteres adquiridos. Todavía hace falta llevar a cabo muchas investigaciones en el campo de la epigenética para descubrir la importancia relativa del fenómeno en la evolución, ya que no se ha podido comprobar en humanos. Hasta ahora solo se ha podido comprobar con ratones comprobando que los beneficios cognitivos del ejercicio físico son heredados. Constituiría avances importantes dentro de la teoría de la síntesis moderna de la evolución, el hecho de que una variación epigenética hereditaria extendida por las poblaciones naturales desempeñe un papel importante en la variabilidad fenotípica y el valor adaptativo de estas poblaciones (podría generar grandes avances respecto a las antiguas ideas que se tenían sobre la teoría y propuestas de Lamarck).